# غرامي (هشترود)
غرامي هي قرية في مقاطعة هشترود، إيران. عدد سكان هذه القرية هو 97 في سنة 2006.